# 大博登湖
53°24′15.84″N 12°58′30.27″E / 53.4044000°N 12.9750750°E
大博登湖（德語：Großer Bodensee），是德國的湖泊，位於該國東北部，由梅克倫堡-前波美拉尼亞州負責管轄，處於梅克倫堡湖區縣，長1公里、寬0.7公里，面積0.35平方公里，海拔高度64米，湖岸線長度3.6公里。